# Треви нел Лацио
Треви нел Лацио (итал. Trevi nel Lazio) је насеље у Италији у округу Фрозиноне, региону Лацио.
Према процени из 2011. у насељу је живело 851 становника. Насеље се налази на надморској висини од 805 м.

## Становништво
Према резултатима пописа становништва 2011. у општини је живело 1.853 становника.
| 1931. | 1936. | 1951. | 1961. | 1971. | 1981. | 1991. | 2001. | 2011. |
| ----- | ----- | ----- | ----- | ----- | ----- | ----- | ----- | ----- |
| 3.037 | 2.901 | 2.703 | 2.449 | 2.032 | 1.852 | 1.951 | 1.822 | 1.853 |

## Партнерски градови
- Рока ди Боте